# Думбревіца (Марамуреш)
Думбревіца (рум. Dumbrăvița) — село у повіті Марамуреш в Румунії. Адміністративний центр комуни Думбревіца.
Село розташоване на відстані 398 км на північний захід від Бухареста, 9 км на південний схід від Бая-Маре, 91 км на північ від Клуж-Напоки.

## Населення
За даними перепису населення 2002 року у селі проживали 1166 осіб, з них 1164 особи (99,8%) румунів. Рідною мовою 1164 особи (99,8%) назвали румунську.